# 池田熊子
池田 熊子（いけだ くまこ、松寿院、寛永14年（1637年） - 元禄4年3月14日（1691年4月12日））は、江戸時代前期の女性。赤穂事件で知られる大石良雄の生母。熊とだけ記す書も多い（文献により他にも「くま」「クマ」「玖麻」など）。
備前国岡山藩の家老池田由成の六女。明暦3年（1657年）10月4日に赤穂藩浅野氏永代家老家である大石家の嫡男大石良昭と婚約、万治元年（1658年）2月20日に正式に結婚した。良昭との間に、万治2年（1659年）に長男・大石良雄、万治3年（1660年）に次男・専貞、寛文11年（1671年）に三男・大石良房を生んだ。
元禄4年（1691年）3月14日に死去。享年55。京都の聖光寺（現京都府京都市下京区寺町通り綾小路下る中之町584番地の1）に葬られた。